# Szabályos zárójelezés
Szabályos zárójelezésnek nevezzük egy A tartóhalmazú és legfeljebb kétváltozós műveletekkel rendelkező  matematikai struktúra betűkifejezéseinek zárójelekkel való olyan bővítését, zárójelezését; amely – „értelmesnek” mondható, azaz a kapott kifejezés megfelel a konvencionális ill. az algebrai struktúrából következő előírásoknak és kiértékelhető, amennyiben az eredeti kifejezés is az volt, azaz változóinak helyébe tetszőleges A-beli elemeket helyettesítve, a kifejezés értéke egy A-beli elem lesz. Mindez természetesen nem matematikai definíció; a precíz definíciót ld. lentebb.

## Alapfeltevések
A továbbiakban feltesszük:
1. A matematikában tradicionálisan uralkodó ún. infix műveleti szintaktikát használjuk. Más szintaktikát használva egyes lentebbi eredmények vagy értelemszerű módosításokat igényelnek, vagy egyenesen értelmetlenné válnak, például az ún. „lengyel szintaktika” nem is igényli a zárójeleket.
2. a kifejezésekben szereplő egyes zárójeleket, ha szükséges, indexekkel látjuk el, a kerek, szögletes, kapcsos stb. zárójelformák megkülönböztetése helyett. Tehát „csak kerek zárójeleket ismerünk el”, hiszen felesleges bonyodalmakat okozna, hogy háromnál több zárójelpár esetén mindig új és új karaktereket kellene használni, illetve hogy a matematikailag semmiféle jelentős szerepkülönbséget nem képviselő – legalábbis jelen definícióban semmiféle releváns különbséget nem adó – zárójeltípusokat ok nélkül megkülönböztessünk.
3. Feltesszük, hogy a zárójelek maguk nem elemei A-nak, vagyis nem lehetnek műveleti argumentumok.
4. ha mást nem mondunk, a szimbólumsorozatokat balról jobbra olvassuk ki (tehát „első” := „balról az első”).

## Az értelmes zárójelezés kritériumai
Egy értelmes zárójelezésnek a következő követelményeket kell teljesítenie:
1. A zárójelekre vonatkozó szintaktikai szabály (amelyet talán röviden „nincszippzár-kritériumnak” nevezhetnénk) teljesítése: a zárójelek párosíthatóak legyenek úgy, hogy minden párban legyen egy összetartozó "(" kezdő- és egy ")" végzárójel. Például ne legyenek (a+(a-b))) alakú kifejezéseink, ahol a legutolsó ")" végzárójel „nincs kinyitva”, vagyis a kifejezésnek csak a zárójeleit tekintve, ne lehessenek "(()))" alakú „szabálytalan” zárójelsorozataink. Az ezt a kritériumot teljesítő zárójelsorozatokat szabályos zárójelsorozatnak fogjuk nevezni.
2. A műveletek szintaktikájának betartása: még ha egy kifejezéshez szabályos zárójelsorozatot is rendelhetünk, maga a kifejezés akkor is értelmetlenül lehet zárójelezve; azaz a szabályos zárójelsorozattal ellátott kifejezés még nem biztosan szabályos zárójelezés. Példa erre mondjuk az a,b,c,d egész számokon értelmezett: (a(+b-c)-d), amely kifejezés zárójelsorozata: "(())" teljesen szabályos, de a + műveletnek a zárójelezés miatt hiányzik az első argumentuma (avagy a „)” argumentumon hatna, ami a 3. alapfeltevés miatt tilos); noha zárójelek nélkül az eredeti kifejezés még „értelmes” volt: a+b-c-d.
3. Zárójelfölösleg. Kérdéses, „értelmesnek” minősíthetünk-e fölösleges zárójelezéseket tartalmazó kifejezéseket, mint például a+((b-c)). E kifejezés teljesíti mindkét előző kritériumot, mégis a matematika egyik alapparadigmájára, a minél teljesebb egyszerűsítésre hivatkozva vitatható, hogy szabályos-e. Jelen lentebbi definíció szerint az ilyen kifejezések igenis „értelmesnek”  számítanak, azon indokokkal, hogy 1). az ilyen kifejezések kizárása fölöslegesen bonyolítaná a definíciót, ráadásul e kifejezések „kiértékelhetőek”; 2). algebrai átalakítások, behelyettesítések során esetleg előállhatnak ilyen kifejezések. Például helyettesítsünk az egészek fölötti (a+b)-c kifejezésben az „a” helyébe (x+y)-b-t, ekkor adódik ((x+y)-b+b)-c = ((x+y)+0)-c = ((x+y))-c. A zárójelfölösleget nem tartalmazó értelmes kifejezésekre más szakterminológiát lehet bevezetni („redukált szabályos zárójelezés” vagy „normál”, esetleg „kanonikus zárójelezés” stb.).

## A szabályossági kritériumok formalizált változata
Legyen S := (A,M) matematikai struktúra, ahol A tetszőleges halmaz, mely nem tartalmazza a "(" és ")" elemeket (a kezdő- és végzárójelet), M pedig az A feletti egy- vagy kétváltozós műveletek egy halmaza vagy rendszere. Legyen továbbá X={x1, x2, …, xn, …} egy legalább megszámlálható halmaz, az A feletti változók egy halmaza. Jelölje QS az A, az M és az X elemeiből, (pontosabban, az azokat jelölő szimbólumokból), valamint a két zárójelkarakterből képezett összes véges sorozat halmazát (azaz, {\displaystyle Q_{S}\ :=\ \left(A\cup M\cup X\cup \left\{(,)\right\}\right)^{\cup _{k=1}^{\infty }\mathbb {N} _{k}}}, ahol {\displaystyle k\in \mathbb {N} ^{+}} és {\displaystyle \mathbb {N} _{1}\ :=\ \left\{1\right\},\mathbb {N} _{k+1}\ :=\ \mathbb {N} _{k}\cup \left\{k+1\right\}} ), minden q∈QS elemhez rendeljük hozzá a z(q) „zárójelsorozatát”, vagyis azt a véges részsorozatát, amely pontosan a q-ban található zárójeleket tartalmazza! Az első szabályossági kritérium ezáltal így fogalmazható meg:
- Definíció: A q∈QA karaktersorozat z(q) zárójelsorozatát egy S feletti szabályos zárójelsorozatnak mondjuk, ha a z(q) sorozatbanj 1). ugyanannyi a kezdő- mint a végzárójelek száma; 2). z(g) minden ún. kezdőszeletében (az n-edik kezdőszelete az első n elemét tartalmazó részsorozata) legalább annyi a kezdő-, mint a végzárójelek száma.